# Rudolf Schermann
Rudolf Schermann (* 18. März 1932 in Samsun, Türkei) ist ein österreichischer römisch-katholischer Priester, Autor und Herausgeber. Er war von 1965 bis 1993 Pfarrer in Reisenberg und Seibersdorf in Niederösterreich. Bekannt ist Schermann für seine kritische Haltung innerhalb der römisch-katholischen Kirche. Anlässlich zweier umstrittener Bischofsernennungen in Österreich gründete er 1987 die linkskatholische Zeitschrift Kirche intern, die seit ihrer Expansion in den deutschsprachigen Raum Kirche in heißt.

## Leben und Wirken
Rudolf Schermann, dessen Vater ein katholischer Ungar und dessen Mutter eine türkische Muslimin sind, verbrachte seine Schulzeit in Ungarn, wo er auch maturierte. In Budapest und Győr studierte Schermann Theologie von 1951 bis 1956. In Győr empfing er 1956 seine Priesterweihe, flüchtete aber während des Ungarischen Volksaufstandes nach Österreich, wo er sein Studium mit dem Absolutorium an der Universität Wien abschloss und Seelsorger im Flüchtlingslager Traiskirchen wurde.
Zunächst arbeitete er als Journalist und Kolumnist bei Profil, Die Furche und sonntags im Kurier; zudem in Rundfunkstationen, wie bei Radio Free Europe in München und später beim ORF. Unter dem Pseudonym Gerd Hamburger veröffentlichte Schermann Publikationen. Im Jahr 1987 gründete er das monatlich erscheinende ökumenische Nachrichtenmagazin Kirche intern, dessen alleiniger Herausgeber und Chefredakteur er ist. Im August 2020 kündigte Schermann nach drei Krebserkrankungen an, einen neuen Chefredakteur und Investoren für die Zeitschrift Kirche In zu suchen und sein geistiges Erbe zu ordnen. Bekannt ist Schermann auch durch zahlreiche Fernsehauftritte.

## Kirchenkritik
Schermann ist ein Gegner des Zölibats und vertritt den Standpunkt, dass Priester auch mit einer Heirat ihr Amt nicht verlieren. Um dies zu manifestieren, lud er im Jahr 2003 ehemalige Geistliche, die verheiratet waren, zu einer Messfeier ein, die er mit ihnen gemeinsam zelebrierte. Diese Messfeier wurde auch vom ORF aufgezeichnet und ausschnittweise in der Sendung Report ausgestrahlt. Auf Grund dieser Messfeier erhielt Schermann durch den Wiener Erzbischof Christoph Schönborn eine Kanonische Verwarnung. Schermann veröffentlichte diesen Brief und verantwortete sich im Gegenzug mit einem Zitat von Joseph Ratzinger aus dem Jahr 1968: „Über dem Papst als Ausdruck für den bindenden Anspruch der kirchlichen Autorität steht noch das eigene Gewissen, dem zuallererst zu gehorchen ist, notfalls auch gegen die Forderung der kirchlichen Autorität.“ 2010 meldete er sich anlässlich der Missbrauchsfälle in der Kirche mit Leserbriefen zu Wort.

## Werke
- als Gerd Hamburger:
  - Katholische Priesterehe oder der Tod eines Tabus, 1967 Rowohlt Verlag
  - Das kleine gelbe Schülerbuch, 1971

Styria
- - Die Peking-Bombe, 1974 Seewald
  - Verfolgte Christen, 1979
  - Woran die Kirche krankt, 1981 Econ
- unter seinem bürgerlichen Namen
  - Hallo Herr Papst, Unzeitgemäße Zwischenrufe eines Landpfarrers, 2007, ISBN 978-3-85167-203-9